# Kuźnica Słupska
Kuźnica Słupska est une localité polonaise de la gmina de Łęka Opatowska, située dans le powiat de Kępno en voïvodie de Grande-Pologne.